# Wirksworth
Wirksworth – miasteczko targowe liczące ok. 9000 mieszkańców, położone w hrabstwie Derbyshire w Anglii.
Populacja całego okręgu Wirksworth wraz z Cromford oraz innymi małymi wioskami wynosi 12 000 mieszkańców. Wirksworth jest umieszczone w spisie gruntów i nieruchomości Domesday Book. Miasto zawdzięcza swój rynek królowi Edwardowi I. Targi na rynku w samym centrum zatłoczonego miasta odbywają się w każdy wtorek. St Mary’s Church (Kościół św. Marii) jest najwspanialszą budowlą w całym mieście. Kościół powstał w 635 roku i jest uznawany do dziś za pierwszy ośrodek nauk chrześcijańskich w Anglii. Słowo wapentake, oznaczające nazwę dawnej jednostki podziału administracyjnego i terytorialnego, pochodzi od tej miejscowości.
Początkowo miasto słynęło z kopalni ołowiu, która została później przekształcona w kamieniołomy.
Wszystkie instytucje miasteczka są ściśle związane z rodziną Gellów, której najsławniejszym członkiem był sir John Gell, walczący po stronie Parlamentu w wojnie domowej. Anthony Gell, jeden z przodków rodziny, założył lokalne liceum ogólnokształcące. Była to pierwsza tego rodzaju szkoła ogólnokształcąca, na której wzorowały się nowo powstałe wiejskie szkoły. Philip Gell, kolejny ważny działacz rodu, zbudował drogę łączącą rodzinną kopalnię ołowiu z piecem do wytapiania metalu w Cromford.
Wieść głosi, że Wirksworth jest zaginionym starożytnym rzymskim miastem Lutudarum. Jednakże jest to tylko jedna z wielu teorii na temat pochodzenia tej miejscowości, która była kiedyś stolicą oraz do czasów rewolucji przemysłowej jednym z pięciu największych miast w hrabstwie Derbyshire zaraz po Derby, Chesterfield, Matlock i Buxton.

## Historia
Dzisiejszy obszar miasta Wirksworth w czasie okresu karbońskiego (około 359 milionów lat temu) był zatopiony wodami oceanu, które pozostawiły po sobie ogromne ilości wapnia. Historia eksploatacji kamienia, który ukształtował wygląd otoczenia miasta, jest niezwykle obszerna, a kopalnia Dene Quarry w Cromford działa do dzisiaj.
W Carsington Pastures niedaleko Wirksworth znajduje się jaskinia Dream Cave, w której w XIX wieku znaleziono szczątki nosorożca włochatego.
15 tysięcy lat temu, w okresie ocieplenia polodowcowego, obszar ten mógł być zamieszkiwany przez Homo erectus. W sąsiednim mieście Hopton znaleziono kamienne narzędzia, tzw. pięściaki, używane przez kulturę aszelską w paleozoiku. Inne znalezione pozostałości wskazują na obecność człowieka na tym terenie jeszcze przed inwazją Rzymian, którzy odkryli tam bogate złoża ołowiu.
Najwspanialszą budowlą w Wirksworth jest St Mary’s Church, który powstał w 653 roku i jest uznawany za pierwszy ośrodek nauk chrześcijańskich. W kościele tym znajduje się rzeźba górnika z kilofem i kubłem, zwana „t’Owd Man of Bonsall” (Górnik z Bonsall). Prawa do rzeźby rości sobie również pobliskie miasto Bonsall, gdzie znaleziono artefakt.

## Wydobycie ołowiu
Nie wiadomo, kiedy rozpoczęło się wydobycie ołowiu, ale z pewnością już za czasów imperium rzymskiego. Jedna z dróg rzymskich mogła prowadzić do przejścia przez rzekę pomiędzy miasteczkami Duffield i Milford, stamtąd do garnizonu Derventio w mieście Derby, do drogi Rykneld Street oraz przypuszczalnie do portów nad rzeką Humber. W czasach anglosaskich istniało wiele kopalni opactwa Repton. Trzy kopalnie ołowiu znajdują się w Domesday Book.
Każdy miał (i nadal ma) prawo do wydobywania rudy gdziekolwiek miał na to ochotę, z wyjątkiem cmentarzy parafialnych, ogrodów oraz jezdni. Aby rościć sobie prawo do wykopanej rudy, należało jedynie umieścić w miejscu wydobycia własny kołowrót oraz wydobyć wystarczająco dużo rudy, żeby zapłacić lenno lokalnemu sędziemu kopalnianemu, zwanemu „Barmaster”.
Henryk VIII założył w mieście sąd górniczy zwany Bar Moot, który istnieje do dziś, chociaż jego obecna siedziba powstała w 1814 roku. W środku znajduje się tablica mosiężna do obliczania podatku należnego Koronie. Nawet do dwudziestego wieku karą za kradzież z kopalni było przybicie ręki złodzieja do kołowrotu. Mógł wtedy wyrwać się, tracąc dłoń, lub umrzeć z głodu. Sąd Barmote istnieje nadal i zajmuje się wszystkimi sprawami dotyczącymi wydobycia ołowiu.
Do osiemnastego wieku powstały tysiące kopalni, każda pracowała indywidualnie. Wtedy właśnie utworzono przedsiębiorstwo The London Lead Company, które sfinansowało powstanie głębszych kopalni z kanałami odwadniającym oraz wprowadziło pompy z silnikiem parowym Newcomena.

## Włókiennictwo
W 1777 Richard Arkwright wydzierżawił od Philipa Gella z Hopton tereny oraz pomieszczenia młyna kukurydzianego i otworzył przędzalnię bawełny z użyciem krosien napędzanych energią wodną. Sąsiadował z nim inny młyn – Speedwell, którego właścicielem był John Dalley, lokalny kupiec. Oba budynki znajdują się na Millers Green niedaleko Derby Road. Jako jeden z pierwszych wypróbował silnik parowy Boultona i Watta, chociaż służył on pierwotnie do napełniania stawu młyńskiego.
Kiedy w 1792 roku syn Arkwrighta, Richard, zajął się bankowością i zaczął wyprzedawać rodzinny majątek, Haarlem był podnajmowany. Taką nazwę nadano w roku 1815, kiedy to przędzalnia została przekształcona w tkalnię tasiemek przez Madleya, Hacketta i Rileya, którzy w 1806 roku założyli zakład Haarlem w Derby.
W 1879 rodzina Wheatcroft produkująca tasiemkę w młynie Speedwell połączyła swoje siły z Haarlem. W obu młynach pracowało w sumie 230 osób i podobno ich tygodniowa produkcja równała się obwodowi ziemi. Oba młyny nadal istnieją. Haarlem wciąż produkuje tasiemki, a Speedwell mury szczelinowe i izolacje dachowe.

## Wirksworth a literatura
Podobno Haarlem posłużył za model młyna z powieści Młyn nad Flossą autorstwa George Eliot. Jednakże mówi się, że młyn z powieści znajduje się gdzieś na południu.
Uważa się także, że Snowfield z powieści George Eliot Adam Bede także znajduje się w tym mieście. Dinah Morris, która jest jedną z najważniejszych bohaterek tej powieści, wzorowana była na ciotce Georg Eliot. Rodzina autorki mieszkała w Wirksworth i prowadziła zakłady przemysłu jedwabniczego, które obecnie są muzeum o nazwie Wirksworth Heritage Centre.
Jednym z domów pisarza D.H. Lawrence’a jest Mountain Cottage, umiejscowionym przy drodze B5023 na północny zachód od Wirksworth, w okolicy Middleton-by-Wirksworth (wioski oddalonej od Wirksworth o ok. 2,5 km). D.H. Lawrence mieszkał z Friedą. Podobno często przebywał też w pobliskim Woodland Cottage. Lawrence napisał opowiadanie Kobieta i paw podczas pobytu w Middleton, w czasie ostrej zimy na przełomie lat 1918–1919. Opowiadanie opublikowane zostało w 1921 roku.

## Wirksworth a telewizja
Wirksworth było miejscem, w którym początkowo kręcono serial Sweet Medicine (2002) emitowanym przez ITV. Miasto pojawiało się także w serialu Peak Practice. Część serialu Mobile nakręcona została w pociągach linii Ecclesbourne Valley Railway, prowadzącej z Duffield do Wirksworth. Miasteczko posłużyło także za plan filmowy serialowi Na sygnale, emitowanemu przez BBC.

## Wirksworth a nauka
W osiemnastym wieku Abraham Bennet, który był wikarym w Wirksworth, prowadził badania naukowe nad elektrycznością wraz z Erasmusem Darwinem. Mówi o tym tablica pamiątkowa umieszczona na kościele w Wirksworth. Znajduje się tam także portret autorstwa anonimowego malarza.

## Wirksworth obecnie
Okręgi Wirksworth to Yokecliffe, Gorsey Bank, Bolehill, Mountford oraz Millers Green. Mimo że Bolehill jest jedynie małą wioską na przedmieściach Wirksworth, jest jego najstarszą północną częścią. Natomiast Yokecliffe jest okręgiem nowym, położonym w zachodniej części miasta. Obecnie domy buduje się w dzielnicach Three Trees i Steeple Grange.
W Wirksworth są cztery szkoły: Wirksworth Federation Infant Schools, Wirksworth Junior School, i Anthony Gell School. Anthony Gell mieszkał w Wirksworth i stał się wybitną osobowością, ponieważ został poproszony o zbudowanie liceum ogólnokształcącego dla umierającej Agnes Fearne. Budynek tej szkoły jest obecnie prywatnym domem na terenie przykościelnym. Szkoła nadal funkcjonuje jako liceum w większym budynku przy Hannage Brook. Uczęszcza tam około 800 uczniów. Szkoły te nazwane są imionami słynnych mieszkańców miasta: Fearne (na cześć Agnes Fearne), Arkwright (na cześć sir Richarda Arkwrighta), Wright (na cześć Josepha Wrighta z Derby) oraz Gell (na cześć Anthony’ego Gella). Od 2006 roku dyrektorem szkoły jest David L. Baker. Większość uczniów pochodzi z samego Wirksworth oraz z pobliskich wiosek Middleton, Carsington, Brassington, Kirk Ireton, Turnditch, Matlock Bath Cromford i Crich.
Wirksworth jest drugim, zaraz po Matlock, miasteczkiem co do wielkości i liczby mieszkańców w Derbyshire Dales.
Plac zabaw Fanny Shaw, znajdujący się niedaleko centrum, jest głównym miejscem rozrywki w północnej części miasteczka. Obecnie jest on modernizowany. W planach jest zbudowanie nowego skateparku i miejsca do zabaw. Południowa część miasteczka również posiada swoje centrum rozrywki, z placem zabaw dla dzieci oraz boiskami do gry w krykieta i pikę nożną.
W Wirksworth są trzy supermarkety, dwie drogerie, trzy sklepy ze sprzętem elektronicznym oraz wiele fastfoodów.
Miasteczko stanowi doskonały punkt zaczepienia do zwiedzania obszaru Derbyshire Peak, zapewniając turystom szeroką ofertę noclegową. Wiele domów w Wirksworth to zabytki, jak np. XVII-wieczny Old Manor House, czy dom gościnny the Old Lock-Up z 1842 roku. Ponadto miasteczko ma do zaoferowania imponujący Coach House, zbudowany dla sir Richarda Awkwrighta, przekształcony obecnie w wiejski domek letniskowy.
Centrum Dziedzictwa Kulturowego Wirksworth jest miejscem, gdzie można poznać ciekawą historię miasteczka od prehistorii aż po wydarzenia współczesne.
Wirksworth słynie ze swojego festiwalu, karnawału i tradycji ozdabiania źródeł wody (Well Dressing).
.
Wydarzenia

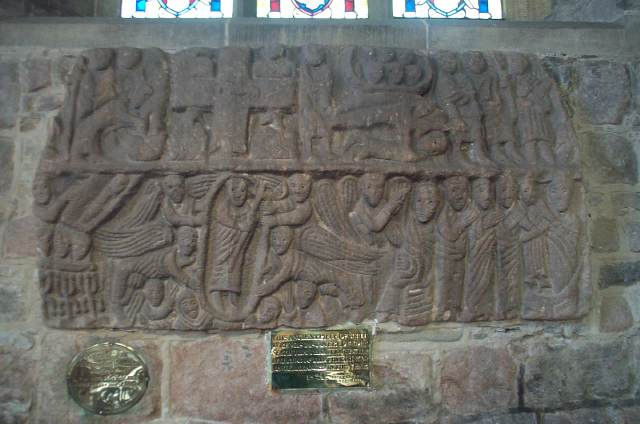
W kościele św. Marii (St Mary’s Church) znajduje się kamienna płaskorzeźba (The Wirksworth Stone) przedstawiająca sceny z życia Chrystusa

- Początek czerwca: karnawał oraz Well Dressing – tradycja polegająca na ozdabianiu źródeł wody (np. studni) dekoracjami zrobionymi między innymi z płatków kwiatów.
- Pierwsza niedziela po 8 września: The Clypping of the Church – starodawny obyczaj praktykowany do dziś, polegający na otoczeniu kościoła przez wiernych trzymających się za ręce.
- Wrzesień: Wirksworth Festival

Niektóre z atrakcji turystycznych to:
- zabytkowa kolej Ecclesbourne Valley Railway
- zabytkowa kolej Steeple Grange Light Railway
- Centrum Dziedzictwa Kulturowego Wirksworth

Na północ od Wirksworth znajduje się jeden z parków narodowych Wielkiej Brytanii – The Peak District National Park.
Miejscowe restauracje: Crown Yard Kitchen, Le Mistral, Mimmo’s, The Old Bakehouse (Killer’s), Spencer’s, The Country Kitchen, Costas Fish & Chips, Wirksworth Balti, Chinese takeaway.